# Szentegáti-erdő Természetvédelmi Terület
A Szentegáti-erdő Természetvédelmi Terület magyarországi országos jelentőségű természetvédelmi terület Baranya vármegyében, Szigetvártól mintegy 7-8 kilométerre délre, Sellyétől kb. 15 kilométerre északra. A védett terület magját egy síkvidéki ősbükkös képezi, annak jellegzetes, a Dráva-sík erdeiben ritkán előforduló, értékes növénytársulásaival és növényfajaival.

## Fekvése
A természetvédelmi terület Szentegát település külterületén, a falu központjától nyugati irányban fekszik, részben dencsházai és bürüsi területen.

## Leírása
A Dráva-sík északnyugati részén, az Ormánság határán elterülő természetvédelmi területhez jelenleg 234,8 hektárnyi, zömmel erdővel borított terület tartozik. Az itteni erdőség védetté nyilvánításáról (pontosabban a védett terület létesítéséről) az 1993. március 15-én hatályba lépett 6/1993. (III. 9.) KTM rendelet rendelkezett: eszerint a védett területhez szentegáti területeken kívül meghatározott helyrajzi számok szerinti bürüsi és dencsházai ingatlanrészek is tartoznak, összesen 234,8 hektár kiterjedésben.
A rendelet értelmében a védetté nyilvánítás célja a Dráva-síkon fennmaradt, két régebbi flóra- és vegetációtörténeti kor fajait megőrző erdőtársulás fennmaradásának biztosítása; a természetvédelmi terület természeti értékeinek megőrzése, fenntartása, bemutatása a Duna–Dráva Nemzeti Park Igazgatóság feladata.
Korábban a jelenleg védett területet nevezték Szentegáti Ősbükkös Természetvédelmi Területnek is.

## Élővilága
A természetvédelmi terület nagyobb részén kocsányos tölgyes erdő, kisebb hányadán tölgy-kőris-szil ligeterdő található; előbbi állományába ékelődve kisebb foltban bükkös társulások maradványai is fellelhetők.
A természetvédelmi területen több mint tucatnyi, természetvédelmi oltalom alatt álló növényfaj előfordulása igazolt. Ezek között kiemelést érdemel négy kosborféle növényfaj, mint a madárfészek kosbor, a kétlevelű sarkvirág, a békakonty és a széleslevelű nőszőfű, de alátámasztják az erdőfolt természetvédelmi jelentőségét az itt előforduló, védett páfrányfajok is, mint a szálkás pajzsika, a díszes és a karéjos vesepáfrány, továbbá a síkvidéki területeken ritkán fellelhető farkasboroszlán.
A terület gerinces élővilágának jellemző, védett madárfaja a fekete harkály, amely az itteni erdőség évszázados bükkfáiban készíti fészkelőhelyét; úgyszintén jellegzetes faja a területnek a kék galamb, amely előszeretettel foglalja el a fekete harkály által készített odúkat fészkelési célzattal, saját maga számára. Említést érdemlő, ritkább fészkelő fajok még a területen a barna kánya, a darázsölyv és a léprigó is.